# Goldstein József
Goldstein József (Kecskemét, 1836. március 27. – Bécs, 1899. június 17.) osztrák-magyar kántor és zeneszerző. 1857-től haláláig a bécsi Leopoldstädter Tempel főkántora volt.

## Életpályája
Szülei: Goldstein Sámuel és Hacker Mária voltak. Édesapja kántor volt Dovidl Brod Strelisker (1783–1848) mellett Pesten, később kántor Kecskeméten, majd a magyarországi Neutrában (ma Nyitra, Szlovákia). Apja halálakor (1848 körül), a 12 éves József olyan jól ismerte a liturgiát és olyan kivételes tenorhanggal rendelkezett, hogy a nyitrai gyülekezet őt választotta apja utódjának. Két évig maradt ott, majd négyéves körútra indult Ausztriába és Németországba, ahol a legnagyobb gyülekezetekben szolgált.
Magyarországra való visszatérése után hangjának egy csodálója Bécsbe küldte, hogy az operaszínpadra képezzék ki. Ezt a képzést Salvatore Marchesitől, Mathilde Marchesi énektanárnő férjétől kapta. 1857-ben – a képzés befejeztével – úgy döntött, hogy visszatér a kántori álláshoz, és az újonnan épült bécsi Leopoldstädter Tempelhez kapott kinevezést.
Kiadott művei közé tartozik a háromkötetes "Schire Jeschurun, Gesänge der Israeliten"; szombati és ünnepi énekek gyűjteménye (1862), a "Psalmen und Choralgesänge"; zsoltárok és kórusénekek (1872), valamint a "Requiem für Cantor-Solo und gemischtem Chor mit Orgel-oder harmonium-Begleitung" (1892).

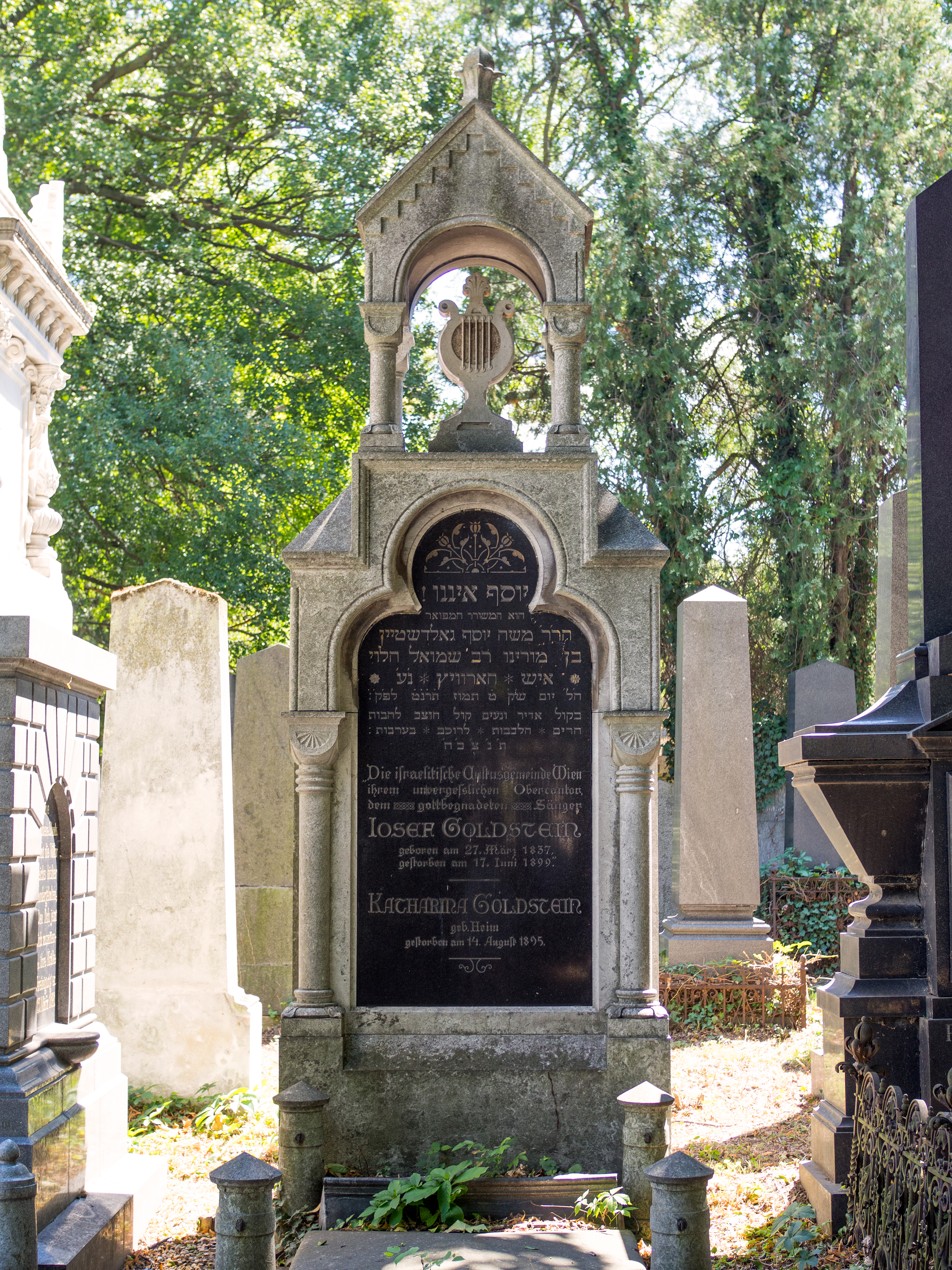
Goldstein József sírja

## Családja
Feleségével, Heim Katharinával hat gyermeke született: Pauline (1862–1942), Sidonie (született: 1863), Bertha (1864–1942), az ikrek Arnold (1866–1942) és Emil (1866–1944) Golz, valamint Irma Golz (1872–1903). Pauline, Bertha és Arnold mindannyian a theresienstadti koncentrációs táborban vesztették életüket.
Arnold és Emil Golz librettókat írt a bécsi színpadon játszott operettekhez és burleszkekhez. Ezek közé tartozott a Die Gaukler (A zsonglőr, 1909), Die Königin der Nacht (Az éjszaka királynője, 1913), Die Immortal Family (A halhatatlan család, 1913), Die Schöne Ehebrecherin (A szép házasságtörő, 1913), Die Meerjungfrau (A sellő, 1916), Menelaosz báró (1919), Mamselle Napóleon (1919), Jámbor Heléna (1921), Epstein özvegye (1923), A nőtlen vej (1923), Pickné a közönség előtt (1924). Pick a közönségben, 1924), Az autós vadember (1925), Hulda Pessl Velencében (1926), Villa Adelheid (1926), Az anyakirálynő (1930), A jolly joker (1932), Az expressz esküvő (1932), Der Held ihrer Träum (Álmai hőse), Der Unwidersiderstehliche Kassian (Az ellenállhatatlan Kassian), Baronin Fritzi (Fritzi bárónő), Wo die Liebe Blüht (Ahol a szerelem virágzik) és Der Geldbriefträger (A pénzrendelő).
Irma Golz bécsi szoprán volt, aki operaénekesnőként szerzett hírnevet 30 éves korában leukémiában bekövetkezett korai haláláig.
Josef bátyja, Moritz (Morris) Goldstein (1840–1906) 1881-től haláláig az ohiói Cincinnati K. K. Bene Israel zsinagóga kántora volt. Morris zenét komponált és állított össze az amerikai zsinagógák számára. Alois Kaiserrel, Samuel Welsh-szel és I. L. Rice-szal együttműködve kiadta a "Zimrath Yah: Liturgikus énekek héber, angol és német zsoltárokból és himnuszokból álló, a zsidó rítushoz szisztematikusan összeállított, orgonakísérettel ellátott liturgikus énekeket" (1873). Ugyancsak ő adta ki a "Kol Zimroh: A hymnus book for temples and Sabbath schools and adapted for choors and congregational singing" (1885) és "The Temple Service: A zsidó istentiszteletekhez szükséges összes kottát tartalmazó Uniós imakönyv" (1895). Morris anyai ágon James Levine karmester dédapja volt.

## Fordítás
- Ez a szócikk részben vagy egészben  a   Josef Goldstein című angol Wikipédia-szócikk ezen változatának fordításán alapul.  Az eredeti cikk szerkesztőit annak laptörténete sorolja fel. Ez a jelzés csupán a megfogalmazás eredetét és a szerzői jogokat jelzi, nem szolgál a cikkben szereplő információk forrásmegjelöléseként.